# 斎藤春麿
斎藤 春麿（さいとう はるまろ、1894年（明治27年）4月12日 - 1945年（昭和20年）2月2日）は、大日本帝国陸軍軍人。最終階級は陸軍少将。

## 経歴
1894年（明治27年）に滋賀県で生まれた。陸軍士官学校第27期卒業。1939年（昭和14年）3月9日に熊本陸軍幼年学校訓育部長に就任し、8月1日に陸軍歩兵大佐に進級した。1940年（昭和15年）8月に歩兵第51連隊長（第13軍・第15師団・第15歩兵団）に転じ、日中戦争に出動。南京周辺に駐屯し、同地の警備に任じた。1941年（昭和16年）5月には陸軍歩兵学校教官に就任した。
1943年（昭和18年）3月に大阪陸軍幼年学校長に就任し、1944年（昭和19年）8月に陸軍少将に進級。在任中の1945年（昭和20年）2月2日に死去。